# Ayuí / Tacuabé

Logo von Ayuí / Tacuabé

Ayuí / Tacuabé ist ein uruguayisches Plattenlabel.
Es wurde 1971 von einer Gruppe von Künstlern um Pepe Guerra, Daniel Viglietti, Coriún Aharonián, Braulio López, Myriam Dibarboure, María Teresa Sande und Edgardo Bello gegründet. Die Namen Ayuí und Tacuabé stehen jeweils für unterschiedliche Inhalte. Während unter ersterem Musica popular, Hörspiele und Poesie veröffentlicht werden, erscheint unter letztgenanntem Namen Kunstmusik.
Los Olimareños, Agustín Carlevaro, Héctor Tosar, Juan Capagorry, Milton Schinca und der Komiker Wimpi gehörten zu den ersten Künstlern, die auf Ayuí / Tacuabé veröffentlichten. Später folgten, neben einer Vielzahl weiterer Musiker aus dem Genre des uruguayischen Canto popular, Künstler wie Mariana Ingold,  Jaime Roos, Los que Iban Cantando, Rubén Rada, Leo Maslíah und Carlos Canzanis Gruppe Aguaragua.